# زواج المثليين في أواسكالينتس
أصبح زواج المثليين قانونيا في الولاية المكسيكية أواسكالينتس المكسيكية. في 2 أبريل 2019، ألغت محكمة العدل العليا في البلاد المواد 143 و 144 و 113 مكرر من القانون المدني للولاية، وبذلك شرعت زواج المثليين في الولاية. دخل القرار حيز التنفيذ بعد نشره في الجريدة الرسمية للاتحاد في 16 أغسطس 2019.

## تاريخ

### إجراءات تشريعية
في سبتمبر 2014، أعلن المشرع عن حزب الثورة الديمقراطية كواوتيموك إسكوبيدو تيخادا أن مشروع قانون الاتحاد المدني وربما مشروع قانون زواج المثليين كان من المقرر أن يقدمه حاكم الولاية للنظر فيه. أعلن إسكوبيدو تيخادا كذلك أنه إذا لم يقدم المحافظ مشروع قانون، فإن حزب الثورة الديمقراطية سيقوم بذلك. في 4 نوفمبر 2014، قدم إسكوبيدو مبادرة الاتحاد المدني، وتحدد الشراكة بأنها «العيش معا، وتشكيل تراث، وإنجاب الأطفال إذا رغبوا في ذلك، والتعامل مع الحالات التي تنشأ للشريكين.» وقد قُدمت مبادرة للمواطنين بشأن زواج المثليين قبل بضعة أسابيع من مبادرته. بدأ النقاش حول ثلاث مبادرات ذات مخططات مختلفة للزواج والاتحادات المدنية في 21 نوفمبر 2014.
في 15 يونيو 2016، أشارت عضوة الكونغرس عن حزب العمل الوطني إلى أن حزبها كان يعد اقتراحًا آخر للاتحاد المدني وسيقدمه إلى الكونغرس عندما يكون جاهزًا. في أبريل 2017، أعلن رئيس لجنة الولاية لحقوق الإنسان في أواسكالينتس أنه سيقدم اقتراح زواج المثليين جديدا. في أكتوبر 2017، قدم أحد نواب حزب الثورة الديمقراطية مشروع زواج المثليين والمثول أمام البرلمان في الولاية.
في أبريل 2018، أعلن حزب العمل الوطني، الذي يشغل أغلبية المقاعد في كونغرس أواسكالينتس، أنها ستواصل معارضة زواج المثليين ولن تسمح بالموافقة على مشاريع قوانين زواج المثليين أو المساكنة.

### الأوامر القضائية
على الرغم من أن زواج المثليين لم يكن قانونيًا في ذلك الوقت، فقد تمكن العديد من الأزواج المثليين من الزواج قانونيًا في الحالات الفردية، من خلال عملية تسمى الأوامر القضائية.
في أيار/مايو 2014، طلب زوجان مثليان أمرا قضائيا ضد السجل المدني في أواسكاليينتس لرفضه السماح لهما بالزواج وضد دستورية المادتين 143 و 144 من القانون المدني. تمت الموافقة على الأمر القضائي في 29 أغسطس 2014.كما تقدمت زوجتان مثليتان بطلب للحصول على أمر قضائي في مايو وتلقيا استجابة إيجابية في 2 سبتمبر 2014.
في 1 سبتمبر 2014، أعلن جوليان إليزالدي بينيا، منسق منظمة «كولكتيفو سيرغاي لأواسكاليينتس»، أنه قد تم طلب أمر قضائي ثالث، وفي 3 سبتمبر 2014، أقيم أول حفل زواج مثلي في أواسكالينتس.
في 13 أكتوبر 2014، أعلن إلزادي بينيا أن أمرا قضائيا رابعا فردي كان في الانتظار وأن أمرًا قضائيا جماعيًا قيد التنفيذ. بحلول مايو 2016، تم منح سبع أوامر قضائية للأزواج المثليين في الولاية. وكان تسعة من الأزواج قد طلبوا الزواج.
في ديسمبر 2016، مُنح زوجان مثليان آخران أمرا قضائيا، بينما في 25 يناير 2017، منحت محكمة المقاطعة الرابعة أمرا قضائيا لامرأتين سعتا إلى الزواج في الولاية. في أواخر نوفمبر 2017، تم منح أربعة أوامر قضائية أخرى من قبل المحاكم.
بحلول ديسمبر عام 2017، تزوج 14 من الأزواج المثليين في الولاية. ارتفع هذا العدد إلى 23 عام 2018.

### دعوى عدم الدستورية
في عام 2018، تم رفع دعوى عدم الدستورية ضد مواد مختلفة من القانون المدني المتعلقة بالزواج والمساكنة أمام المحكمة العليا المكسيكية. تحدى الإجراء، الذي قدمته لجنة الولاية لحقوق الإنسان في أواسكالينتس، المواد 143 و 144 و 113 مكرر من القانون، التي تحد من الزواج إلى الأزواج المغايرين من أجل «إدامة الأنواع».
في 2 نيسان/أبريل 2019، أبطلت المحكمة العليا بالإجماع حظر زواج المثليين في الولاية، وحكمت ببطلانه وغير قابليته للتنفيذ وبعدم دستوريته. وقد أدى ذلك فعليًا إلى تقنين زواج المثليين في ولاية أواسكالينتس. قضت المحكمة كذلك بأن المادة 73 من قانون ضمان الخدمات الاجتماعية للموظفين العموميين غير دستوري في الحد من القيود الاجتماعية لخدمات الأمن والصحة للأزواج المغايرين أو الشركاء المتساكنين. كما حظرت المحكمة، قبل أسبوع واحد الاعتراف بزواج القصر.
دخل الحكم حيز التنفيذ بعد نشره في الجريدة الرسمية للاتحاد في 16 أغسطس 2019. قبل هذا التاريخ، كان السجل المدني قد بدأ بالفعل في إصدار شهادات زواج للمثليين. تقدم زوجان بطلب للزواج في نفس اليوم الذي صدر فيه الحكم، وتزوجا بعد ذلك بوقت قصير. في 6 أبريل، تزوج زوجان مثليان بقيا لمدة 11 عامًا في حفل ماسوني.

## الرأي العام
أظهر استطلاع للرأي أجراه عام 2017 بواسطة مجلس الاتصالات الاستراتيجية أن 50% من سكان أواسكاليينتس يؤيدون زواج المثليين. وكان 45% منهم يعارضونه ذلك.
وفقًا لاستطلاع عام 2018 أجراه المعهد الوطني للإحصاء والجغرافيا، عارض 36%: من سكان أواسكاليينتس زواج المثليين.